# Timber Lake, South Dakota
Timber Lake är administrativ huvudort i Dewey County i South Dakota. Enligt 2010 års folkräkning hade orten 443 invånare.